# Rakousko na Letních olympijských hrách 1988
Rakousko na Letních olympijských hrách 1988 v jihokorejském Soulu reprezentovalo 73 sportovců, z toho 66 mužů a 7 žen. Nejmladším účastníkem byla Sylvia Baldessarini (17 let, 98 dní), nejstarším pak účastník jezdeckých soutěží Hermann Sailer (54 let, 327 dny). Rakousko získalo 1 zlatou medaili.

## Medailisté
| Medaile | Jméno              | Sport | Disciplína    |
| ------- | ------------------ | ----- | ------------- |
| Zlato   | Peter Seisenbacher | Judo  | muži do 86 kg |